# Djabal Football Club d'Iconi
Maillots
Le Djabal Football Club d'Iconi (en arabe : نادي جبل إكوني), plus couramment abrégé en Djabal Club, est un club comorien de football fondé en 1979 et basé à Iconi sur l'île de Grande Comore.

## Histoire
Il remporte en 2012 le premier titre de son histoire avec un succès en championnat des Comores, ce qui lui permet de participer pour la première fois à une compétition continentale, la Ligue des champions de la CAF 2013.
En 2023, le club réalise le doublé Coupe-Championnat.

## Palmarès
| Compétitions nationales                                                                                       | Compétitions régionales                                                                         |
| --- | ----------------------------------------------------------------------------------------------- |
| - Championnat des Comores (2) : - Champion : 2012 et 2023. - Coupe des Comores (2) : - Vainqueur : 2023, 2025 | - Championnat de Grande-Comore (3) : - Champion : 2012, 2023, 2025 - Vice-champion : 2013, 2025 |

## Bilan continental
Note : dans les résultats ci-dessous, le score du club est toujours donné en premier
| Saison    | Compétition         | Tour              | Club            | Domicile | Extérieur | Total |
| --------- | ------------------- | ----------------- | --------------- | -------- | --------- | ----- |
| 2013      | Ligue des champions | Tour préliminaire | Orlando Pirates | 0 - 4    | 0 - 5     | 0 - 9 |
| 2023-2024 | Ligue des champions | Premier tour Q    | Orlando Pirates | 0 - 1    | 0 - 3     | 0 - 4 |

Légende
- Victoire ou qualification pour le tour suivant.
- Match nul.
- Défaite ou élimination de la compétition.